# Дом Джона Ури Ллойда
Дом Джона Ури Ллойда — историческое здание в Цинциннати, штата Огайо, внесённое в Национальный реестр исторических мест США 7 марта 1973 года. Расположено недалеко от кампуса университета Цинциннати.
Здание спроектировано в ричардсонианском стиле (создан Генри Гобсоном Ричардсоном) Джеймсом Маклафлином для торговца углём и коксом в 1888 году. Как и для других построек в этом стиле, для него характерны массивные каменные стены, контрастные цвета, короткие романские колонны и турель, выступающая из основной структуры здания. Есть также арочное полукруглое диоклетианово окно, встречающееся и в других постройках в данном стиле.
После Первой мировой войны в дом переехал со своей семьёй американский фармацевт Джон Ури Ллойд, в честь которого здание получило своё название. Сейчас в доме живёт психолог Эллен Биерхорст, родители которой приобрели здание в 1957 году.